# Calle 31 de diciembre
La Calle 31 de diciembre o Treinta y uno de diciembre (en catalán Carrer 31 de desembre o Trenta-un de desembre) es una vía de Palma de Mallorca, en las Islas Baleares (España).
Es una de las principales vías de la ciudad. Conecta las avenidas de Conde de Sallent y de Juan March con la plaza de Abū Yahyā, donde se juntan importantes calles de Palma como la calle Balmes, la calle Alfonso el Magnánimo (anteriormente conocida como Capitán Salom), o la calle de Francesc Suau, la carretera de Valdemosa y la calle Ausias March.
Su nombre hace referencia al 31 de diciembre de 1229, fecha en que Jaime I de Aragón conquistó la ciudad de Madina Mayurqa, que hasta entonces estaba bajo dominio musulmán desde el año 902, en que Issam al-Khawlaní conquistó las Islas Baleares.
- Datos: Q8255353